# 네팔 증권거래소
네팔 증권거래소(NEPSE, 네팔어: नेपाल स्टक एक्सचेन्ज)는 네팔 카트만두에 소재한 증권거래소이다. 1993년에 설립되었다.